# 后果 (杂志)
《後果》（英語：Consequence），前稱為“前音後果”（Consequence of Sound，取自蕾吉娜·史派克特的歌曲），是一間總部位於芝加哥的線上雜誌，其內容涵蓋音乐、电影新聞與評論。

## 外部連結
- 官方网站
- 后果的Facebook專頁
- 后果的X（前Twitter）